# Michael Friedman (Radsportler)

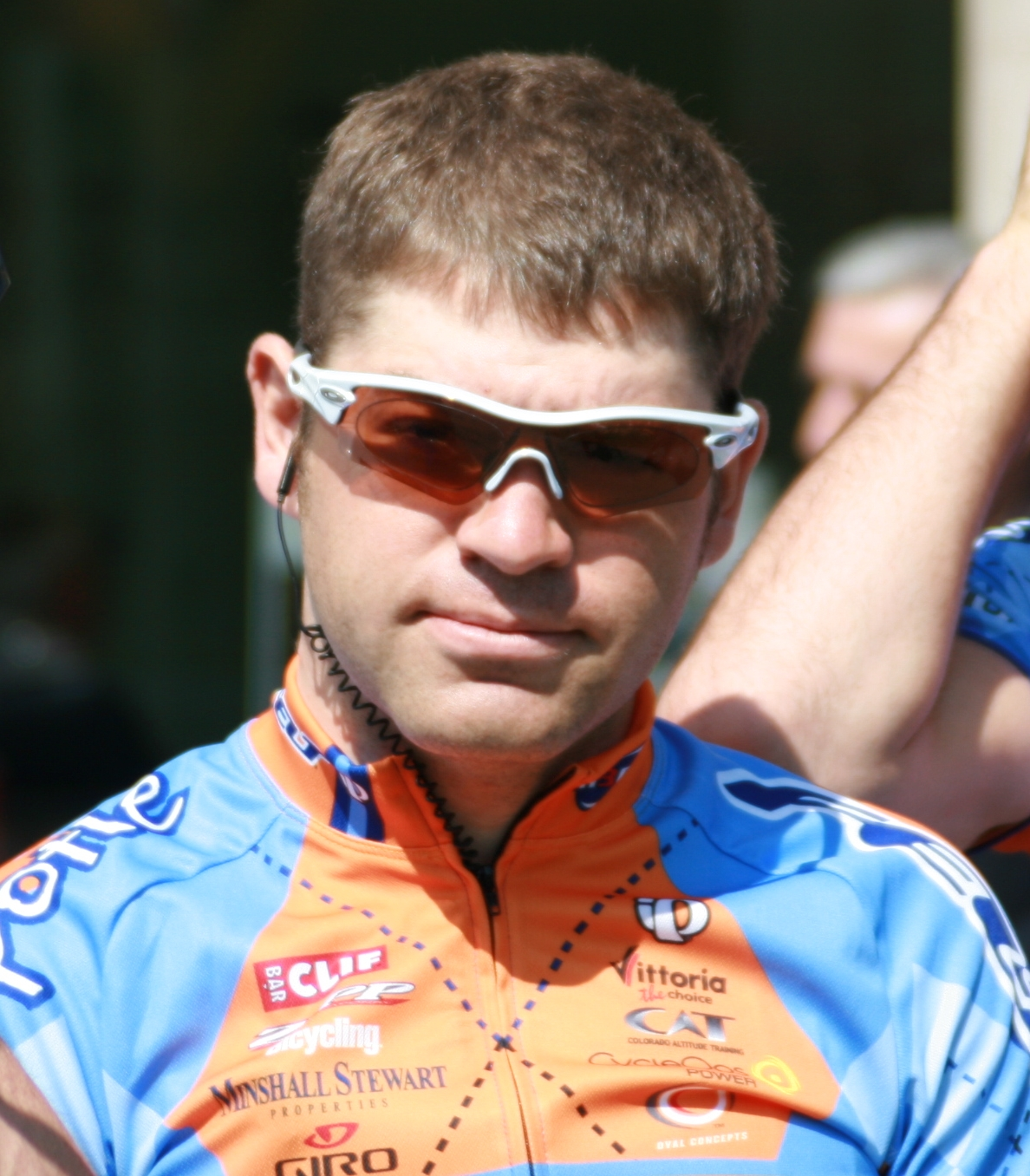
Michael Friedman

Michael Friedman (* 19. September 1982 in Pittsburgh) ist ein ehemaliger US-amerikanischer Radrennfahrer.
Michael Friedman wurde bei der US-amerikanischen Bahnradmeisterschaft 2005 Meister in der Mannschaftsverfolgung und Vizemeister im Madison. Später gewann er auf der Straße den Univest Grand Prix. 2006 gewann er eine Etappe beim International Cycling Classic gewann. Bei der Bahnradmeisterschaft gewann er die Titel in der Einer-, der Mannschaftsverfolgung und im Madison. 2008 nahm er an den Olympischen Spielen in Peking teil und wurde mit seinem Partner 16. im Madison. 2009 gewann er mit seinem Team Garmin-Slipstream das Mannschaftszeitfahren der Katar-Rundfahrt und 2010 die Gesamtwertung der Korea-Rundfart. Ende der Saison 2014 beendete er seine Karriere.

## Erfolge
| 2005 - US-amerikanischer Meister – Mannschaftsverfolgung 2006 - US-amerikanischer Meister – Einerverfolgung - US-amerikanischer Meister – Mannschaftsverfolgung - US-amerikanischer Meister – Madison 2007 - US-amerikanischer Meister – Mannschaftsverfolgung - US-amerikanischer Meister – Punktefahren | 2005 - Univest Grand Prix 2009 - Mannschaftszeitfahren Tour of Qatar 2010 - Gesamtwertung Tour de Korea |

## Teams
- 2006 TIAA-CREF
- 2007 Slipstream-Chipotle
- 2008 Slipstream-Chipotle / Garmin-Chipotle
- 2009 Garmin-Slipstream
- 2010 Kelly Benefit Strategies
- 2011 Kelly Benefit Strategies-OptumHealth
- 2012 Team Optum-Kelly Benefit Strategies
- 2013 Optum-Kelly Benefit Strategies
- 2014 Optum-Kelly Benefit Strategies